# Бирр

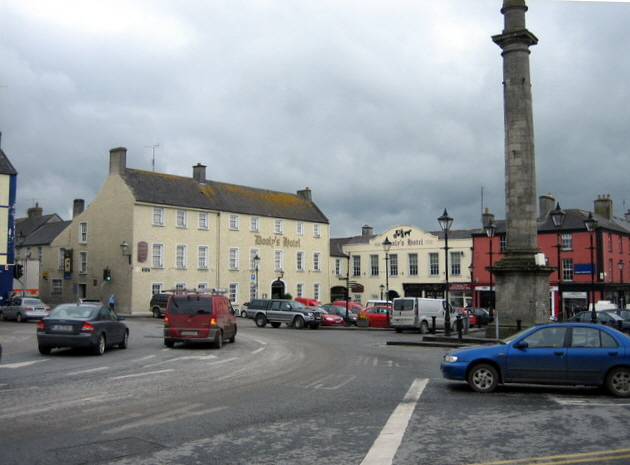
Городская площадь

Бирр (Берр; англ. Birr; ирл. Biorra (Бюра)) — (малый) город в Ирландии, находится в графстве Оффали (провинция Ленстер). Главная достопримечательность — замок Бирр, резиденция графов Росс.
Местная железнодорожная станция была открыта 8 марта 1858 года и закрыта 1 января 1963 года.
В городе находятся казармы Кринкилл, которые служили штабом Ленстерского пехотного полка принца Уэльского в 1881—1922 годах.

## Демография
Население — 5081 человек (по переписи 2006 года). В 2002 году население составляло 4436 человек. При этом, население внутри городской черты (legal area) было 4091, население пригородов (environs) — 990.
Данные переписи 2006 года:
| Общие демографические показатели |               |                               |                               |      |      |
| Всё население                    | Всё население | Изменения населения 2002—2006 | Изменения населения 2002—2006 | 2006 | 2006 |
| 2002                             | 2006          | чел.                          | %                             | муж. | жен. |
| 4436                             | 5081          | 645                           | 14,5                          | 2503 | 2578 |

В нижеприводимых таблицах сумма всех ответов (столбец «сумма»), как правило, меньше общего населения населённого пункта (столбец «2006»).
| Религия (Тема 2 — 5 : Число людей по религиям, 2006) |             |                |         |            |       |      |
| Католики, чел.                                       | Католики, % | Другие религии | Атеисты | не указано | сумма | 2006 |
| 4589                                                 | 90,3        | 261            | 156     | 75         | 5081  | 5081 |

| Этно-расовый состав (Этничность. Тема 2 — 3 : Постоянное население по этническому или культурному происхождению, 2006) |            |              |       |        |        |            |       |       |
| Белые ирландцы | Лухт-шулта | Другие белые | Негры | Азиаты | Другие | Не указано | сумма | 2006  |
| 4174 | 202        | 412          | 23    | 21     | 89     | 55         | 4976  | 5081  |
| Доля от всех отвечавших на вопрос, %                                                                                   |            |              |       |        |        |            |       |       |
| 83,9 | 4,1        | 8,3          | 0,5   | 0,4    | 1,8    | 1,1        | 100   | 97,91 |

1 — доля отвечавших на вопрос о языке от всего населения.
| Владение ирландским языком (Тема 3 — 1 : Число людей от 3 лет и старше по способности говорить по-ирландски, 2006) |      |            |       |       |
| Владеете ли Вы ирландским языком?                                                                                  |      |            |       |       |
| Да | Нет  | Не указано | сумма | 2006  |
| 1748 | 2989 | 100        | 4837  | 5081  |
| Доля от всех отвечавших на вопрос о языке, %                                                                       |      |            |       |       |
| 36,1 | 61,8 | 2,1        | 100   | 95,21 |

1 — доля отвечавших на вопрос о языке от всего населения.
| Использование ирландского языка (Тема 3 — 2 : Говорящие по-ирландски от 3 лет и старше по частоте использования ирландского языка, 2006) |                                                            |                                               |                                               |                                               |                                               |                                               |       |                                     |      |
| Как часто и где Вы говорите по-ирландски?                                                                                                |                                                            |                                               |                                               |                                               |                                               |                                               |       |                                     |      |
| ежедневно, только в образовательных учреждениях                                                                                          | ежедневно, как в образовательных учреждениях, так и вне их | в других местах (вне образовательной системы) | в других местах (вне образовательной системы) | в других местах (вне образовательной системы) | в других местах (вне образовательной системы) | в других местах (вне образовательной системы) | сумма | всего, отвечавших на вопрос о языке | 2006 |
| ежедневно, только в образовательных учреждениях                                                                                          | ежедневно, как в образовательных учреждениях, так и вне их | ежедневно                                     | каждую неделю                                 | реже                                          | никогда                                       | не указано                                    | сумма | всего, отвечавших на вопрос о языке | 2006 |
| 538 | 18                                                         | 22                                            | 94                                            | 636                                           | 413                                           | 27                                            | 1748  | 4837                                | 5081 |
| Доля от всех отвечавших на вопрос о языке, %                                                                                             |                                                            |                                               |                                               |                                               |                                               |                                               |       |                                     |      |
| 11,1 | 0,4                                                        | 0,5                                           | 1,9                                           | 13,1                                          | 8,5                                           | 0,6                                           | 36,1  | 100                                 |      |

| Типы частных жилищ (Тема 6 — 1(a) : Число частных домовладений по типу размещения, 2006) |          |         |                 |            |       |      |
| Отдельный дом                                                                            | Квартира | Комната | Переносные дома | не указано | сумма | 2006 |
| 1619                                                                                     | 130      | 5       | 31              | 18         | 1803  | 5081 |